# Bayerischer Sprachatlas
Der Bayerische Sprachatlas (BSA)  ist ein Forschungsprojekt, in dem die Mundarten des Freistaates Bayern flächendeckend und thematisch umfassend erhoben und anschließend in Form von Atlanten dargestellt werden, um sie der Forschung, aber auch allen Interessierten zugänglich zu machen. Gegenstand der Erhebung ist die bodenständige Mundart, wie sie in der ursprünglichsten Form vor allem von älteren Bevölkerungsschichten im bäuerlichen oder handwerklichen Umfeld gesprochen wird. Initiator des Projekts war der schweizstämmige Bayreuther Professor Robert Hinderling.

## Teilprojekte
Das Gesamtprojekt Bayerischer Sprachatlas gliedert sich in 6 Regionalprojekte:
- Der Sprachatlas von Bayerisch-Schwaben wurde als erstes Teilprojekt 1980 von der Universität Augsburg mit Probeaufnahmen begonnen. Die eigentlichen Erhebungen fanden von 1984 bis 1989 statt, die Publikation begann 1996 und endete 2009.
- Der Sprachatlas von Nordostbayern wird seit 1981 an der Universität Bayreuth erarbeitet. Die Erhebungen fanden zwischen 1981 und 1999 statt. Die Veröffentlichung begann 2004.
- Der Sprachatlas von Mittelfranken wurde 1989 an der Universität Erlangen begründet. Nach den Erhebungen zwischen 1991 und 1998 wurde 2003 mit der Publikation begonnen, 2014 wurde das Kernprojekt abgeschlossen.
- Der Sprachatlas von Unterfranken wurde ab 1989 an der Universität Würzburg bearbeitet. Die Erhebungen fanden zwischen 1991 und 1996 statt. Der erste Band wurde 2005 veröffentlicht; 2008 wurde das Kernprojekt abgeschlossen.
- Der Sprachatlas von Niederbayern wurde ab 1989 an der Universität Passau bearbeitet. Nach dem Abschluss der Befragungen 1998 wurde 2003 die Publikation mit dem 2. Band begonnen; 2010 wurde das Kernprojekt abgeschlossen.
- Der Sprachatlas von Oberbayern wurde 1991 an der Universität Passau begonnen. Nach Abschluss der Erhebungen 1998 wurde 2008 die Publikation mit den Bänden 3 und 4 angefangen; 2011 wurde das Projekt abgeschlossen.

- Teilergebnisse der einzelnen Sprachatlanten wurden seit 1999 an Universität Augsburg zusammengefasst und sind 2006 als Kleiner Bayerischer Sprachatlas erschienen.
- 2008 wurden die Karten des Kleinen Bayerischen Sprachatlas zusammen mit Tondokumenten als Sprechender Sprachatlas von Bayern online zugänglich gemacht.